# 1993-as Formula–1 monacói nagydíj
A monacói nagydíj volt az 1993-as Formula–1 világbajnokság hatodik futama.

## Futam
Monacóban Prost szerezte meg a pole-t Schumacher, Senna és Hill előtt.
A rajtnál nem történt előzés az élmezőnyben, Prost kiugrott a rajtnál, ezért stop-go büntetést kapott. A francia a 12. körben állt ki a boxba, de autója megállt, amikor indulni akart, végül a problémát megoldották, Prost a huszonkettedik helyen, körhátrányban tért vissza a pályára. Schumacher - akinek először szereltek az autójába kipörgésgátlót - a 33. körig vezetett, amikor hidraulikai probléma miatt kiesett. Prost számos előzéssel folyamatosan zárkózott fel a szűk városi pályán, a boxkiállások során a tizedikről a hetedik helyre jött fel. Patrese kiesése, majd Fittipaldi megelőzése és Berger (Hill-lel ütközött, de a brit versenyben maradt) kiesése után a francia negyedik lett. Senna hatodik monacói győzelmét szerezte meg Hill, Alesi és Prost előtt.
| Helyezés | #  | Versenyző            | Csapat/Motor          | Körök | Idő/Kiesés oka | Rajthely | Pontszám |
| -------- | -- | -------------------- | --------------------- | ----- | -------------- | -------- | -------- |
| 1        | 8  | Ayrton Senna         | McLaren-Ford          | 78    | 1:52:10,947    | 3        | 10       |
| 2        | 0  | Damon Hill           | Williams-Renault      | 78    | +52,118        | 4        | 6        |
| 3        | 27 | Jean Alesi           | Ferrari               | 78    | +1:03,362      | 5        | 4        |
| 4        | 2  | Alain Prost          | Williams-Renault      | 77    | +1 kör         | 1        | 3        |
| 5        | 23 | Christian Fittipaldi | Minardi-Ford          | 76    | +2 kör         | 17       | 2        |
| 6        | 25 | Martin Brundle       | Ligier-Renault        | 76    | +2 kör         | 13       | 1        |
| 7        | 11 | Alessandro Zanardi   | Lotus-Ford            | 76    | +2 kör         | 20       |          |
| 8        | 7  | Michael Andretti     | McLaren-Ford          | 76    | +2 kör         | 9        |          |
| 9        | 14 | Rubens Barrichello   | Jordan-Hart           | 76    | +2 kör         | 16       |          |
| 10       | 4  | Andrea de Cesaris    | Tyrrell-Yamaha        | 76    | +2 kör         | 19       |          |
| 11       | 24 | Fabrizio Barbazza    | Minardi-Ford          | 75    | +3 kör         | 25       |          |
| 12       | 19 | Philippe Alliot      | Larrousse-Lamborghini | 75    | +3 kör         | 15       |          |
| 13       | 29 | Karl Wendlinger      | Sauber-Ilmor          | 74    | +4 kör         | 8        |          |
| 14       | 28 | Gerhard Berger       | Ferrari               | 70    | Baleset        | 7        |          |
| Kiesett  | 12 | Johnny Herbert       | Lotus-Ford            | 61    | Váltó          | 14       |          |
| Kiesett  | 6  | Riccardo Patrese     | Benetton-Ford         | 53    | Motorhiba      | 6        |          |
| Kiesett  | 20 | Érik Comas           | Larrousse-Lamborghini | 51    | Motorhiba      | 10       |          |
| Kiesett  | 10 | Szuzuki Aguri        | Footwork-Mugen-Honda  | 46    | Kicsúszás      | 18       |          |
| Kiesett  | 9  | Derek Warwick        | Footwork-Mugen-Honda  | 43    | Gázadagoló     | 12       |          |
| Kiesett  | 5  | Michael Schumacher   | Benetton-Ford         | 32    | Hidraulika     | 2        |          |
| Kiesett  | 3  | Katajama Ukjó        | Tyrrell-Yamaha        | 31    | Motorhiba      | 22       |          |
| Kiesett  | 21 | Michele Alboreto     | Lola-Ferrari          | 28    | Váltó          | 24       |          |
| Kiesett  | 30 | Jyrki Järvilehto     | Sauber-Ilmor          | 23    | Baleset        | 11       |          |
| Kiesett  | 15 | Thierry Boutsen      | Jordan-Hart           | 12    | Felfüggesztés  | 23       |          |
| Kiesett  | 26 | Mark Blundell        | Ligier-Renault        | 3     | Kicsúszás      | 21       |          |
| NK       | 22 | Luca Badoer          | Lola-Ferrari          |       |                |          |          |

## A világbajnokság élmezőnyének állása a verseny után
| H  | Versenyzők         | Pont | H  | Konstruktőrök    | Pont |
| -- | ------------------ | ---- | -- | ---------------- | ---- |
| 1. | Ayrton Senna       | 42   | 1. | Williams-Renault | 55   |
| 2. | Alain Prost        | 37   | 2. | McLaren-Ford     | 44   |
| 3. | Damon Hill         | 18   | 3. | Benetton-Ford    | 19   |
| 4. | Michael Schumacher | 14   | 4. | Ligier-Renault   | 11   |
| 5. | Mark Blundell      | 6    | 5. | Lotus-Ford       | 7    |

## Statisztikák
Vezető helyen:
- Alain Prost: 11 (1-11)
- Michael Schumacher: 21 (12-32)
- Ayrton Senna: 46 (33-78)

Ayrton Senna 39. győzelme, Alain Prost 26. pole-pozíciója, 38. (R) leggyorsabb köre.
- McLaren 102. győzelme.